# Passiflora oerstedii
Passiflora oerstedii Mast. – gatunek rośliny z rodziny męczennicowatych (Passifloraceae Juss. ex Kunth in Humb.). Występuje naturalnie na obszarze od Meksyk aż po Brazylię (stany Acre, Amazonas, Pará oraz Mato Grosso), Boliwię i Paragwaj. 

## Morfologia
PokrójZdrewniałe, trwałe, owłosione liany.
LiścieOwalne, ścięte u podstawy. Mają 9–12 cm długości oraz 5–8 cm szerokości. Całobrzegie, ze spiczastym wierzchołkiem. Ogonek liściowy jest owłosiony i ma długość 15–25 mm. Przylistki są w kształcie nerki o długości 5 mm.
KwiatyPojedyncze. Działki kielicha są podłużne, białe, mają 2–2,5 cm długości. Płatki są podłużne, białe, mają 2–2,5 cm długości. Przykoronek ułożony jest w sześciu rzędach, ma 2–17 mm długości.
OwoceSą jajowatego kształtu. Mają 4–6 cm długości i 2–3 cm średnicy.